# Forsthaus Teerofen
Forsthaus Teerofen ist ein Wohnplatz der Gemeinde Nuthe-Urstromtal im Landkreis Teltow-Fläming in Brandenburg.

## Geografische Lage
Der Wohnplatz liegt im äußersten Nordwesten der Gemarkung und grenzt im Norden an das Stadtgebiet von Luckenwalde. Er liegt in einem Waldgebiet und dort südlich einer Landstraße, die von Luckenwalde nach Jänickendorf führt. Die südlich gelegenen Flächen werden durch den Schleusengraben in das Steinerfließ entwässert.

## Geschichte
Die Ansiedlung entstand als Jänickendorfer Teerofen und wurde 1860 als Forsthaus Jänickendorf bezeichnet. Im Jahr 1871 lebten dort zwölf Personen; 1885 waren es nur noch sechs und 1895 wieder sieben. Die Anzahl stieg auf 13 Personen im Jahr 1905 bzw. 14 im Jahr 1925. Mit der Entstehung der Landgemeinde Woltersdorf wurde die Siedlung 1931 als Waldarbeitergehöft Teerofen bezeichnet. Im Jahr 1957 wurde wieder von der Försterei Jänickendorf gesprochen.